# Активний фармацевтичний складник
Активний фармацевтичний складник[джерело?] (АФС[джерело?], лікарська речовина, дієва або активна речовина, субстанція; також  активний фармацевтичний складник (АФІ)) — будь-яка речовина чи суміш речовин, що призначена для використання у виробництві лікарського засобу і під час цього використання стає його активним складником. Такі речовини мають фармакологічну чи іншу безпосередню дію на організм людини, у складі готових форм лікарських засобів їх застосовують для лікування, діагностики чи профілактики захворювання, для зміни стану, структур або фізіологічних функцій організму, для догляду, обробки та полегшення симптомів.

## Сумісність складників
Ідентифікація АФК в складі лікарських препаратів дозволяє уникнути випадків їх несумісності. Розрізняють фармацевтичну і фармакологічну несумісність лікарських речовин.
Фармакологічна несумісність може виявлятися на рівні транспорту, розподілу, біотрансформації та виведення лікарських речовин — фармакокінетична несумісність або на рівні специфічного ефекту — фармакодинамічна несумісність.
Фармакологічна несумісність може бути прямою, або істинною (наприклад, у разі взаємодії мускарину й атропіну, які діють прямо протилежно на м-холінорецептори: перший збуджує, другий — пригнічує), і непрямою (наприклад, стрихнін у токсичних дозах пригнічує активність вставних нейронів передніх рогів спинного мозку з розвитком тонічних судом; цей ефект блокується м’язовими релаксантами, зокрема дитиліном, який блокує проведення нервових імпульсів на рівні нервово-м’язових синапсів).
Вивчення механізмів взаємодії лікарських речовин є одним зі шляхів підвищення ефективності фармакотерапії та профілактики її ускладнень.